# Boeing 737 MAX
Boeing 737 MAX är en familj av narrow body-flygplan som har konstruerats och utvecklats av Boeing Commercial Airplanes. 737 MAX är Boeings fjärde generation i 737-serien och är i grunden en vidareutveckling av och efterträdare till Boeing 737 Next Generation (NG). Den största förändringen är användningen av de större och mer effektiva motorerna CFM International LEAP-1B samtidigt som att flygplansskrovet har fått vissa ändringar. Den första leveransen av 737 MAX skedde i maj 2017, 50 år efter den första flygningen med 737-serien. I början av 2019 hade Boeing fått in över 5 000 beställningar av 737 MAX.
Efter två olyckor med dödlig utgång i oktober 2018 och i mars 2019 fick flygplanet flygförbud över hela världen. Den 27 januari 2021 hävdes flygförbudet i Europa av EASA, men myndigheten meddelade samtidigt att ombyggnader av flygplanen samt utbildning av piloterna kommer krävas innan 737 MAX tillåts att flyga med passagerare. Den amerikanska luftfartsmyndigheten FAA hävde sitt flygförbud i november 2020.

## Bakgrund och utveckling
2005 blev det känt att Boeing planerade att utveckla en helt ny modell baserad på konceptet Yellowstone 1, som skulle ersätta den befintliga 737NG-modellen. Under 2010 lanserade emellertid konkurrenten Airbus modellen A320neo, som hade nya motorer för att förbättra bränsleförbrukningen och optimera driften. I juli 2011 offentliggjordes att American Airlines gjort den största beställningen av kommersiella flygplan i historien. Beställningen bestod av 200 stycken Boeing 737 och 260 stycken Airbus A320. Enligt avtalet med American Airlines skulle hälften av 737:orna utrustas med nya motorer. Den stora beställningen av A320 innebar även att Boeing för första gången förlorade sitt monopol hos American Airlines, vilket tvingade företaget att ändra strategi. I stället för att utveckla en helt ny flygplansmodell valde man att satsa på att uppgradera den befintliga modellen.
Den 30 augusti 2011 tillkännagav Boeing att man inlett arbetet med att utrusta 737-serien med nya LEAP-motorer. Strategin var en framgång och 737 MAX blev företagets snabbast säljande modell genom tiderna. En betydande konkurrensfördel var att gamla 737-piloter inte ansågs behöva någon omfattande vidareutbildning för att gå över till 737 MAX, vilket gjorde att flygbolagen kunde spara in på utbildningskostnader.
MAX 8 utvecklades för att med sin storlek ha en lägre bränsleförbrukning än Airbus A320neo räknat per passagerare. Jämfört med den gamla 737NG-serien har den 12 procent lägre bränsleförbrukning. Vidare har 737 MAX 8 längre räckvidd än Airbus A320neo. Det första 737 MAX-flygplanet levererades 2017.
- Den första 737 MAX blev klar den 13 augusti 2015. Denna skulle användas som testplan och kom senare att levereras till Southwest Airlines som är lanseringskunden för 737 MAX.[22]
- Den första flygningen med 737 MAX 8 skedde framgångsrikt den 29 januari 2016.[23]
- Boeing levererade den första 737 MAX till kunden Malindo Air (ett dotterbolag till Lion Air) den 16 maj 2017.[24]
- Norwegian Air Shuttle blev det första europeiska bolaget att ta 737 MAX i bruk när de fick 2 stycken 737 MAX 8 levererade den 29 juni 2017.[25]

### Modellvarianter
Boeing utvecklade inledningsvis tre varianter av den nya familjen: 737 MAX 7, MAX 8 och MAX 9. Varianterna är baserade på 737-700, -800 och -900ER, vilka var de bäst säljande varianterna i 737NG-familjen. Flygplanskropparnas respektive längd och dörrkonfiguration från de olika 737NG-varianterna behölls, med undantag för MAX 7 som är något längre än 737-700.
Under september 2014 lanserade Boeing 737 MAX 200, som är en högkapacitetsversion av 737 MAX 8. Modellnumret står för 200 passagerare (enligt Boeing rymmer flygplanet upp till 210 passagerare). Varianten har en extra dörr och första leveransen beräknas ske 2019. I januari 2019 rapporterades att den första testflygningen med MAX 200 genomförts.
2017 lanserades 737 MAX 10, som är den största modellen i familjen. MAX 10 rymmer upp till 230 passagerare och de första exemplaren förväntas vara färdiga för leverans under den senare delen av 2019.

## Olyckor
Boeing 737 MAX 8 har varit inblandat i två uppmärksammade olyckor som lett till att samtliga ombord omkommit.
Den 29 oktober 2018 kl 6:32 havererade Lion Air Flight 610 i Javasjön, ca 12 minuter efter att flygplanet lyft från Soekarno-Hatta International Airport i Jakarta i Indonesien. Alla 189 personer ombord omkom, varav 181 passagerare och 8 i besättningen. Flygningen var planerad till Depati Amir Airport i Pangkal Pinang. Olyckan var den första med en 737 MAX. Flygplanet blev levererat till Lion Air i augusti 2018 med registreringen PK-LQP och hade flugit cirka 800 timmar.
Den 10 mars 2019 kl 08:44 havererade Ethiopian Airlines Flight 302, 6 minuter efter att flygplanet lyft från Bole internationella flygplats i Addis Abeba i Etiopien. Alla 157 personer ombord omkom, varav 149 passagerare och 8 i besättningen. Planet var på väg till Kenyas huvudstad Nairobi. Flygplanet levererades till Ethiopian Airlines den 15 november 2018 med registreringen ET-AVJ, serienummer (MSN) 62450. Planets första kommersiella flygning genomfördes den 17 november 2018 och det hade flugit ca 1 200 timmar.
Den 5 januari 2024 lossnade en dörrplugg på som täppt igen en deaktiverad nödutgång från Alaska Airlines flight 1282 över Oregon på 4900 meters höjd. Planet hade lyft från Portland International Airport med destination Ontario i Kalifornien. Ingen skadades allvarligt.
Olycksplanet är en Max-9 registrerat som N704AL. Det visade sig att dörrpluggen saknat de fyra bultar som skulle hålla den på plats och att det inte har gått att utröna var i kedjan man glömt att montera de saknande bultarna.
Efterspelet ledde till en inspektion av samtliga 737-9 tillhörande den variant med dörrpluggar som tillverkats och att FAA undersöker hur detta kunde hända och kräver ändrade rutiner vid slutmonteringen av flygplanet.

### Kritik och flygförbud
Efter den första olyckan riktade ett flertal piloter kritik mot Boeing för att man inte hade informerat om det nya automatiserade systemet MCAS, som ansågs ha orsakat olyckan. Boeing informerade därefter piloterna om hur MCAS fungerade och hur det kunde kopplas ur.
Efter den andra olyckan beslutade många flygbolag och luftfartsmyndigheter att temporärt ställa in alla flygningar med 737 MAX, däribland Norwegian Air Shuttle och TUIfly, som utgör de flygbolag som trafikerar svenska flygplatser med modellen.
Den 12 mars 2019 stoppades alla Boeing 737 MAX 8 och Boeing 737 MAX 9 i Europa. Efter att flera andra luftfartsmyndigheter hade belagt Boeing 737 MAX med flygförbud, beslöt också amerikanska Federal Aviation Administration att stoppa flygplansmodellen den 13 mars.
Flygförbudet kvarstod i slutet av augusti 2020. Federation Aviation Administration genomförde de första provflygningarna med sina egna piloter i slutet av juni.

### Tekniska problem
Den 4 april 2019 bekräftade Boeing att de olycksdrabbade flygplanen hade haft en felaktig AOA-sensor, vars uppgift var att mäta flygplanets anfallsvinkel. Efter att sensorn gett flygplanens automatiserade flygsäkerhetssystem MCAS felaktiga uppgifter om att de befann sig i brant stigning försökte systemet att pressa ner flygplanens nos, vilket ledde till att de störtade. Dagen före den första olyckan var samma flygplan från Lion Air inblandat i en snarlik incident som triggats av en felaktig AOA-sensor, men en ledig pilot som befann sig i cockpit identifierade problemet och såg till att motorerna för stabilisatorerna stängdes av.
Enligt den preliminära rapporten från Etiopiens Aircraft Accident Investigation Bureau visade data från Ethiopian Airlines Flight 302:s färdskrivare att flygplanets vänstra AOA-sensorer visat kraftigt avvikande anfallsvinklar (74,5 respektive 15,3 grader) strax efter att planet lyft. Vid samma tidpunkt aktiverades flygplanets vänstra "stick shaker". Även värdena för hastighet, höjd samt flight directorns angreppsvinkel var lägre på vänster sida under hela flygningen. Rapporten visar också att piloterna följt Boeings instruktioner för att återta kontroll över flygplanet, men att problem kvarstått efter det att MCAS avaktiverats. Efter att piloterna framgångsrikt kopplat ur MCAS med hjälp av reglagen för "stab trim cut out" (brytarna för stabilisatorernas elektriska motorer) misslyckades de med att ändra trimningen för hand. Flygplanets styrspakar hölls hela tiden i en position för att tvinga flygplanet uppåt med hjälp av höjdrodret. Därefter aktiverades systemet igen, varpå piloterna använde den manuella elektriska kontrollen för att trimma upp flygplanets nos en sista gång. Enligt den sista tillgängliga informationen från färdskrivaren trimmade MCAS återigen ner flygplanets nos, vilket slutligen försatte flygplanet i en 40 grader brant störtdykning. Flygplanets motorer hade cirka 94 procent gaspådrag under hela flygningen, vilket gjorde att planet uppnådde en mycket hög hastighet.
I samband med att Boeing bekräftade problemen med AOA-sensorn och MCAS meddelade företaget att produktionen av flygplansmodellen skulle minskas med 20 procent. Den 10 april 2019 stod det också klart att Boeing inte hade mottagit en enda beställning av 737 MAX under hela mars.

## MCAS
Boeing 737 MAX är utrustad med systemet Maneuvering Characteristics Augmentation System (MCAS), som inte funnits i tidigare Boeing-modeller. Systemet togs i första hand fram för att motverka oönskad stegring av planets nos.
Modellens CFM International LEAP-motorer är större, samtidigt som de är installerade längre fram och högre upp, jämfört med motorerna hos 737NG. Konstruktionen gör flygplanet mindre stabilt vid brantare stigningar, vilket kan leda till att nosen höjs mer än vad piloten avsett. En oavsedd höjning av nosen vid en alltför brant stigning kan försätta flygplanet i överstegring (stallning). Boeing införde därför MCAS-systemet i syfte att förhindra överstegring samt att få planet godkänt enligt FAA:s regler, som inte tillåter att planets nos plötsligt höjs på ett oväntat sätt. Före den andra olyckan, med Ethiopian Airlines Flight 302, var MCAS programmerat att vid en alltför brant stigning automatiskt trimma upp flygplanets stabilisatorer 2,5 grader under 9,26 sekunder för att pressa ner nosen. Processen var inställd att upprepas med femsekunderspauser, så länge sensorn för anfallsvinkel indikerade att flygplanets anfallsvinkel var för stor, vingklaffarna var uppfällda och autopiloten frånkopplad. MCAS kunde pausas under 5 sekunder med de vanliga kontrollerna för flygplanets elektriska trimning, medan systemet endast kunde stängas av med flygplanets "stab trim cut out"-reglage som bryter strömmen till motorerna för stabilisatorerna. Den elektriska trimningen kunde inte heller stoppas genom att pressa styrspaken bakåt, vilket är möjligt på den tidigare 737NG.
När stabilisatorernas elektriska motorer är avstängda, kan det i vissa situationer krävas stor kraft för att manuellt ändra trimningen. I Boeings manualer för dåvarande 737-modeller från tidigt 1980-tal rekommenderades en så kallad berg- och dalbane-metod som sista alternativ för att trimma ner stabilisatorerna manuellt. Genom att minska trycket på styrspaken, ändra vinkeln på höjdrodret och därigenom låta planet dyka minskar det aerodynamiska trycket på stabilisatorerna, vilket gör det lättare att ändra trimningsinställningen. Manövern kräver emellertid att flygplanet befinner sig på en tillräckligt hög höjd, och instruktionen har sedan mitten av 1980-talet saknats i Boeings manualer.

## Order och leveranser
Totalt har Boeing redovisat order på 5 012 stycken 737 MAX per mars 2019. Under första halvåret 2020 har order på omkring 800 flygplan annullerats.
|            | 2011 | 2012 | 2013 | 2014 | 2015 | 2016 | 2017 | 2018 | 2019 | Totalt |
| Order      | 150  | 908  | 708  | 890  | 409  | 541  | 700  | 217  |      | 4 523  |
| Leveranser | –    | –    | –    | –    | –    | –    | 74   | 145  | 57   | 276    |

Efter det att Max-flygplan belades med flygförbud har Boeing fortsatt produktionen, om än i något minskad takt, med 42 flygplan i månaden i sin fabrik i Renton utanför Seattle. I slutet av december 2019 fanns drygt 400 flygplan färdigtillverkade, men ej levererade. Under perioden januari–maj 2020 var produktionen nedlagd. Den återupptogs i slutet av maj med avsikt att uppnå takten 31 flygplan per månad under året.